# Alberto Verdi
Alberto Verdi (Cento, 17 giugno 1888 – 1962) è stato un politico e avvocato italiano.

## Biografia
Condusse la sua vita politica come membro del PNF.
- Deputato in Parlamento

Venne eletto la prima volta alla Camera dei deputati del Regno d'Italia con la XXVII legislatura, nel 1924, e fu rieletto sino alla XXX legislatura, alla Camera dei Fasci e delle Corporazioni.
- Podestà di Ferrara

Venne nominato podestà di Ferrara quando Renzo Ravenna, per evitare di essere esautorato dall'applicazione delle Leggi razziali fasciste che sarebbero state da lì a poco emanate, nel settembre del 1938, si dimise dalla carica. Durante la sua amministrazione ricoprì le cariche istituzionali entrate nella tradizione locale, ad esempio fu presidente dell'Opera del Duomo.

A sua volta venne costretto alle dimissioni da podestà della città per alcuni mesi, dall'agosto 1943, su richiesta del prefetto Giovanni Dolfin. In seguito, col trasferimento del rappresentante del Governo, riassunse la carica, dalla fine dello stesso anno sino al 1945.

Morì nel 1962